# قاسم قشلاقی (نیر)
قاسم قشلاقی یک منطقهٔ مسکونی در ایران است که در دهستان یورتچی شرقی واقع شده‌است. قاسم قشلاقی ۳۷ نفر جمعیت دارد.